# Federico de Roberto
Federico de Roberto (Nápoly, 1861. január 16. - Catania, 1927. július 26.) olasz író, a naturalizmus olaszországi ágának, a verizmusnak a képviselője.

## Élete
1861-ben született Nápolyban id. Federico de Roberto, a Két Szicília Királyságának állami tisztviselője és a cataniai származású Marianna Asmundo gyermekeként. Apja tragikus halála után (elgázolta egy vonat) családja 1870-ben Cataniába költözött és onnantól kezdve - egy hosszabb milánói és egy rövidebb római időszakot kivéve - féltékeny és követelőző anyja árnyékában élt. Cataniában a Carlo Gemmellaróról elnevezett műszaki főiskolán tanult fizikát és matematikát, majd érdeklődése a klasszikus irodalom felé fordult.
Először húszévesen publikált egy esszét a városban kiadott Polemicában, majd hamarosan konzulens szerkesztőként, kritikusként és újságíróként szerzett nevet magának a Don Chisciotte (melynek 1881-1882 között főszerkesztője is volt) és Fanfulla della domenica folyóiratokban. Kiadója révén ismerkedett meg a verista irodalmi irányvonal képviselőivel, Giovanni Vergával és Luigi Capuanával, akikkel életre szóló barátságot kötött. Verga 1888-ban bevezette a milánói irodalmi életbe, ahol a Scapigliatura (a párizsi bohemianizmus olasz ága) képviselői: Arrigo Boito, Giuseppe Giacosa és Giovanni Camerana nagy hatást gyakoroltak a délolasz íróra. Milánói tartózkodésa idején rendszeresen írt novellákat és folytatásos regényeket a Corriera della Serába, itt jelent meg először fő műve, Az alkirályok (I Viceré) is.
1897-ben visszatért Cataniába, ahol néhány rövidebb úttól eltekintve egészen haláláig maradt. Könyvtárosként dolgozott, magányosan és csalódottan teltek évei, mert műveit nem méltányolták. Verga 1922-es halálát követően nekikezdett, hogy feldolgozza barátja életművét, de néhány évvel később, 1927. július 27-én egy flebitiszes rohamba belehalt.

## Irodalmi stílusa
De Roberto a valóságot (olaszul vero) dokumentumszerű hűséggel, szinte tudományos pontossággal leírni akaró verizmus legfiatalabb képviselője volt; amikor csatlakozott az irányzathoz, annak népszerűsége már leszálló ágban volt. Fő művei, az Ábránd és Az alkirályok ezért nem is kapták meg kortársaitól az őket megillető figyelmet. Életében hírneve nem terjedt túl Szicília (vagy akár Catania) határain, haláláról is csak a helyi lapok emlékeztek meg. Az 1950-es években fedezték fel újra hiteles sorsábrázolásai, precíz lélekrajzai révén. Mesterétől, Vergától eltérően stílusa nem szenvedéllyel fűtött, őt a szikár pontosság, a rejtett feszültségtől izzó szenvtelenség jellemzi.
De Roberto hitelesen ábrázolta az olasz egyesülés után a fejlődés, haladás elmaradása miatti déli csalódottságot és pellengérre állította a harácsoló, csak a látszattal törődő szicíliai arisztokráciát.   

## Művei
- Il passaggio del Nord-Est. Spedizione artica svedese; L'oceano artico ed i commerci della Siberia, Firenze, Gazzetta d'Italia, 1879
- Rapisardi e Carducci. Polemica, Catania, Giannotta, 1881
- Arabeschi, Catania, Giannotta, 1883
- Encelado, Maggio 1886. [versi], Catania, Galatola, 1887
- Documenti umani, Milano, Treves, 1888
- Ermanno Raeli. Racconto, Milano, Libreria ed. Galli, 1889
- L'albero della scienza, Milano, Libreria ed. Galli, 1890
- Processi verbali, Milano, Libreria ed. Galli, 1890
- L'illusione. Romanzo, Milano, Libreria ed. Galli, 1891 (magyarul: Ábránd)
- La sorte, Milano, Libreria ed. Galli, 1891
- La morte dell'amore, Napoli, Pierro, 1892
- I Viceré, Milano, Galli, 1894 (magyarul: Az alkirályok)
- L'amore. Fisiologia, psicologia, morale, Milano, Galli, 1895
- Spasimo, Milano, Galli, 1897
- Gli amori, Milano, Galli, 1898
- Leopardi, Milano, Treves, 1898
- Una pagina della storia dell'amore, Milano, Treves, 1898
- Il colore del tempo, Milano-Palermo, Sandron, 1900
- Come si ama, Torino, Roux e Viarengo, 1900
- L'arte, Torino, Bocca, 1901
- Catania, Bergamo, Istituto italiano d'arti grafiche, 1907
- Esposizione di Catania, 1907. Albo illustrato redatto sotto la direzione di F. De Roberto, Catania, Galatola, 1908
- Randazzo e la Valle dell'Alcantara, Bergamo, Istituto italiano d'arti grafiche, 1909
- La messa di nozze; Un sogno; La bella morte, Milano, Treves, 1911
- Le donne, i cavalier', Milano, Treves, 1913
- Al rombo del cannone, Milano, Treves, 1919
- La «Cocotte», Milano, Vitagliano, 1920
- All'ombra dell'olivo, Milano, Treves, 1920
- Ironie. Novelle, Milano, Treves, 1920
- Prefazione a Francesco Guglielmino, Ciuri di strata, Catania, Battiato, 1922
- Prefazione a Ottavio Profeta, L'amante dell'amore. Novelle, Milano, Corbaccio, 1928
- L'Imperio. Romanzo, Milano, Mondadori, 1929
- Come Malta divenne inglese, Roma, La nuova antologia, 1940
- Casa Verga e altri saggi verghiani, Firenze, Le Monnier, 1964
- Cronache per il Fanfulla, Milano, Quaderni dell'Osservatore, 1973
- Il trofeo di F. De Roberto. Inediti e rari, in "Le ragioni critiche", gennaio-marzo 1974
- Giustizia. Dramma in un atto, Catania, Società di storia patria per la Sicilia orientale, 1975
- Lettere a donna Marianna degli Asmundo, a cura di Sarah Zappulla Muscarà, Catania, Tringale, 1978
- Federico De Roberto a Luigi Albertini. Lettere del critico al direttore del "Corriere della Sera", a cura di Sarah Zappulla Muscarà, Roma, Bulzoni, 1979
- La "Cocotte" e altre novelle di guerra, a cura di Sarah Zappulla Muscarà, Roma, Curcio, 1979
- Adriana. Un racconto inedito e altri studi di donna, Catania, Maimone, 1998
- Il tempo dello scontento universale. Articoli dispersi di critica culturale e letteraria, Torino, Aragno, 2012
- Lettere a Pia, edizione critica a cura di Teresa Volpe, prefazione di Margherita Ganeri, Roma, Aracne Editrice, 2013
- La paura e altri racconti della Grande Guerra, Roma, Edizioni E/O, 2014

## Magyarul
- Ábránd; ford. Telegdi Polgár István; Európa, Bp., 1961
- Az alkirályok. Regény; ford., utószó Lontay László; Európa, Bp., 1965

## Fordítás
- Ez a szócikk részben vagy egészben  a   Federico De Roberto című olasz Wikipédia-szócikk ezen változatának fordításán alapul.  Az eredeti cikk szerkesztőit annak laptörténete sorolja fel. Ez a jelzés csupán a megfogalmazás eredetét és a szerzői jogokat jelzi, nem szolgál a cikkben szereplő információk forrásmegjelöléseként.